# ملانشتن ۷۹۰۶
سیارک ۷۹۰۶ (به انگلیسی: 7906 Melanchton، نامگذاری:3081P-L) هفت هزار و نهصد و ششمین سیارک کشف شده‌است که در ۲۴ سپتامبر ۱۹۶۰ کشف شد.
قدر مطلق سیارک برابر ۱۲٫۶۰ است.